# Hœrdt
Die französische Gemeinde Hœrdt (deutsch Hördt) liegt im Département Bas-Rhin in der Europäischen Gebietskörperschaft Elsass und in der Region Grand Est. Sie hat 4565 Einwohner (Stand 1. Januar 2021) und ist Sitz der Communauté de communes de la Basse Zorn. Am 1. Januar 2015 wechselte Hœrdt vom Arrondissement Strasbourg-Campagne zum Arrondissement Haguenau-Wissembourg.

## Geschichte

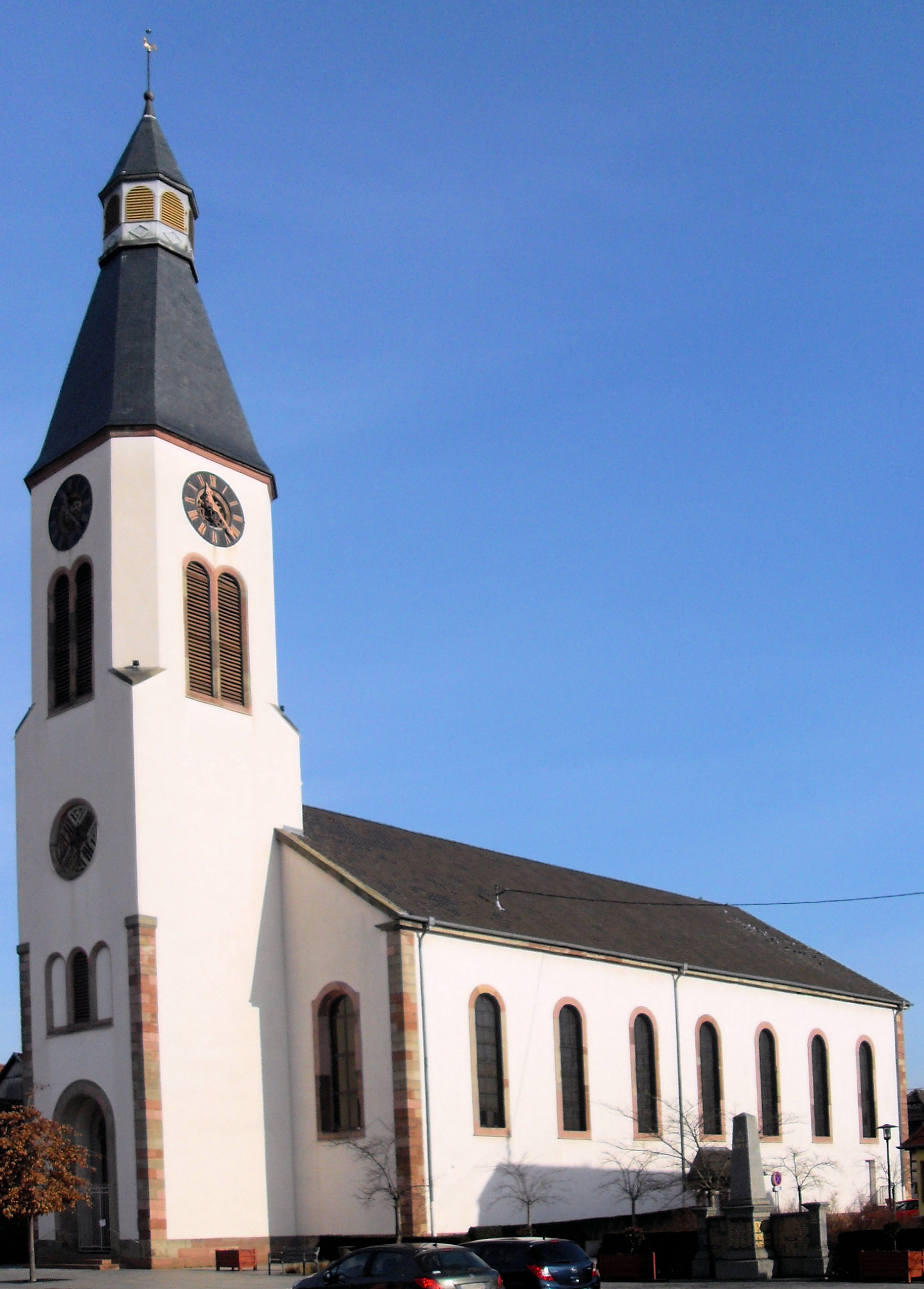
Protestantische Kirche

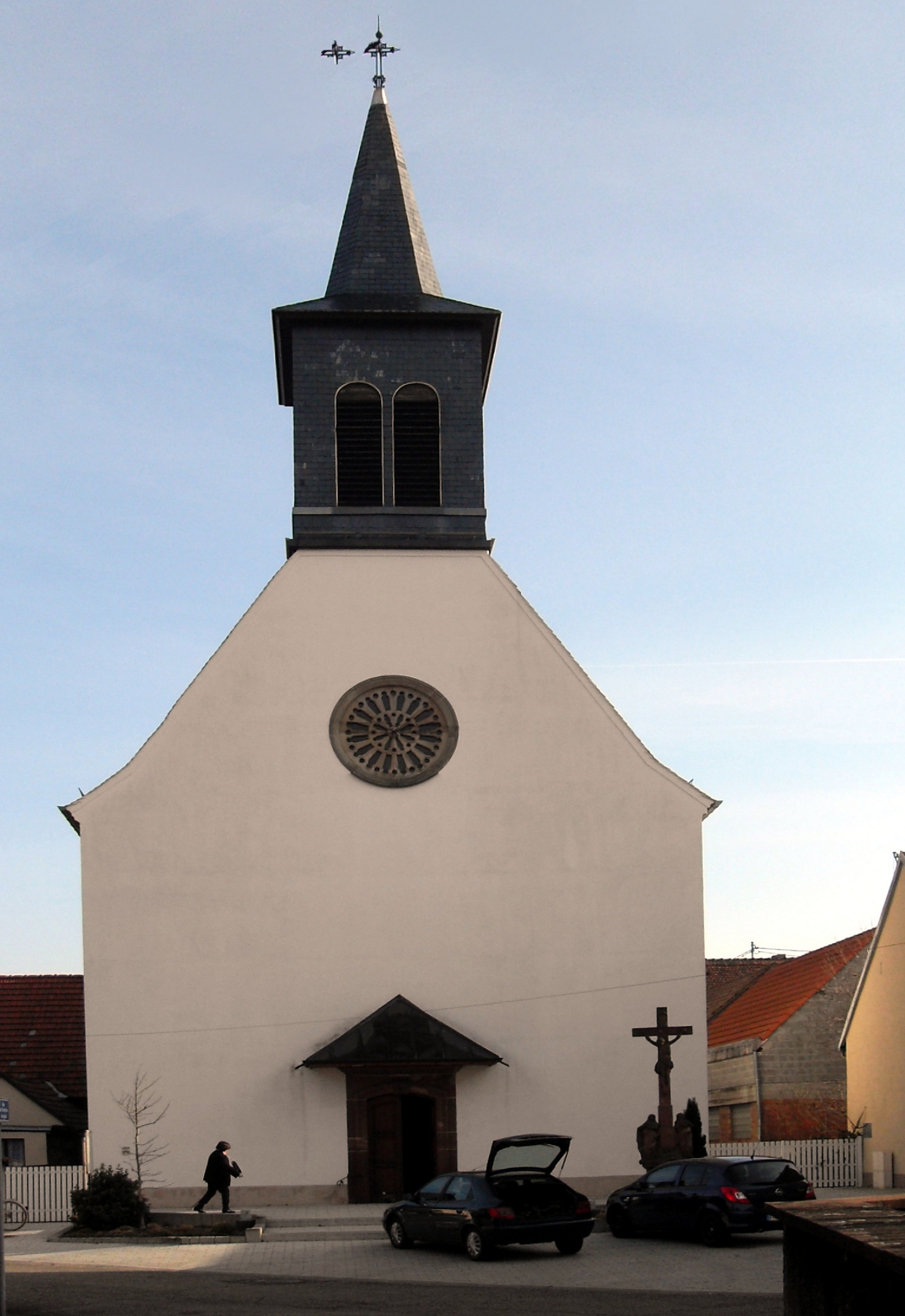
Katholische Kirche St. Sixtus

### Mittelalter
Hördt wurde 1332 von den Herren von Lichtenberg den Nachfolgern der Landgrafen im Elsass abgekauft und dem Amt Brumath zugeordnet. Es war ein Lehen des Bischofs von Straßburg. Die Erstbelehnung erfolgte 1364, zunächst zusammen mit denen von Geroldseck, nach deren Aussterben alleine an Lichtenberg.
Anna von Lichtenberg (* 1442; † 1474), eine der beiden Erbtöchter Ludwig V., heiratete 1458 den Grafen Philipp I. den Älteren von Hanau-Babenhausen (* 1417; † 1480), der eine kleine Sekundogenitur aus dem Bestand der Grafschaft Hanau erhalten hatte, um sie heiraten zu können. Durch die Heirat entstand die Grafschaft Hanau-Lichtenberg. Nach dem Tod des letzten Lichtenbergers, Graf Jakob, eines Onkels von Anna, erhielt Philipp I. d. Ä. 1480 die Hälfte der Herrschaft Lichtenberg, die andere Hälfte gelangte an seinen Schwager, Simon IV. Wecker von Zweibrücken-Bitsch. Das Amt Brumath wurde dabei zunächst ein Kondominat zwischen Hanau-Lichtenberg und Zweibrücken-Bitsch. Unter der Regierung des Grafen Philipp III. von Hanau-Lichtenberg kam es dann zu einer Realteilung: Das Amt Brumath kam ganz zu Zweibrücken-Bitsch. Dagegen gelangte das Amt Willstätt, das ebenfalls aus dem Lichtenberger Erbe stammte und ein Kondominat zwischen beiden Häusern war, ganz zur Grafschaft Hanau-Lichtenberg.

### Neuzeit
Allerdings kam es 1570 zu einem weiteren Erbfall, der auch das Amt Brumath und damit das Dorf Hördt zur Grafschaft Hanau-Lichtenberg brachte: Graf Jakob von Zweibrücken-Bitsch (* 1510; † 1570) und sein schon 1540 verstorbener Bruder Simon V. Wecker hinterließen nur jeweils eine Tochter als Erbin. Die Tochter des Grafen Jakob, Margarethe (* 1540; † 1569), war mit Philipp V. von Hanau-Lichtenberg (* 1541; † 1599) verheiratet. Zu dem sich aus dieser Konstellation ergebenden Erbe zählte auch die zweite, nicht bereits durch Hanau-Lichtenberg regierte, Hälfte der ehemaligen Herrschaft Lichtenberg und darin auch das Amt Brumath mit Hördt. 1570 wurde durch den regierenden Grafen von Hanau-Lichtenberg auch in Hördt die Reformation durchgeführt und zwar in der lutherischen Variante.
Durch die Reunionspolitik Frankreichs fiel 1680 auch das Amt Brumath und das Dorf Hördt unter französische Oberhoheit.
1736 starb mit Graf Johann Reinhard III. der letzte männliche Vertreter des Hauses Hanau. Aufgrund der Ehe seiner einzigen Tochter, Charlotte (* 1700; † 1726), mit dem Erbprinzen Ludwig (VIII.) (* 1691; † 1768) von Hessen-Darmstadt erbte dieser die Grafschaft Hanau-Lichtenberg. Im Zuge der Französischen Revolution fiel dann der linksrheinische Teil der Grafschaft Hanau-Lichtenberg – und damit auch Hördt – an Frankreich.

### Bevölkerung
| 1798 | 1962 | 1968 | 1975 | 1982 | 1990 | 1999 | 2009 | 2017 |
| ---- | ---- | ---- | ---- | ---- | ---- | ---- | ---- | ---- |
| 1300 | 3560 | 3819 | 3792 | 3699 | 3836 | 4129 | 4438 | 4370 |

## Sehenswürdigkeiten
- Die Pferderennbahn Hippodrome de Strasbourg-Hœrdt erstreckt sich über 42 Hektar Fläche. Es finden bis zu 16 Rennen jährlich statt (Galopp-, Trab- und Hürdenrennen), die Besucherkapazität beträgt 10.000 Plätze.[10]
- Protestantische Kirche
- Katholische Kirche St. Sixtus (Église Saint-Sixte)

## Wirtschaft und Infrastruktur
Durch die Gemeinde führt die Fernstraße von Straßburg über Bischwiller nach Hagenau (D37). Südwestlich der Gemeinde befindet sich das Autobahnkreuz Hœrdt. Hier zweigen die A35 (nach Karlsruhe) und die A355 (Westumfahrung Straßburg) von der A4 (Straßburg–Paris) ab.
Hœrdt hat einen Bahnhof an der Bahnstrecke Vendenheim–Wissembourg. Durchgehende Züge des TER Grand Est verkehren tagsüber halbstündlich nach Straßburg und Hagenau.
Die Landwirtschaft ist vor allem für den Anbau von Spargel bekannt (siehe Ortswappen).
Im Collège Baldung Grien – benannt nach dem Kunstmaler Hans Baldung – werden 475 Schüler unterrichtet.

## Persönlichkeiten
- Albert Arlen (1925–1992), Arzt